# Иван Петров (физик)
Вижте пояснителната страница за други личности с името Иван Петров.
Проф. д-р Иван Георгиев Петров e български учен, физик, специалист по тънки слоеве и физика на повърхностите и методите на характеризиране на материали , президент на Американското вакуумно общество през 2015 г..

## Биография
Иван Петров е роден през 1949 година в Шумен. Син е на българския агроном Георги Петров. Завършва с първия випуск на Английската гимназия Гео Милев в Русе през 1968 г.
Следвал е физика в Софийски университет „Св. Климент Охридски“. Става доктор по физика в Института по електроника при БАН през 1986.
През 1989 г. се премества в Университета на Илинойс в Ърбана-Шампейн, където става професор в 1998. От същата година до 2010 е директор на Центъра за микроанализ на материалите в университета.
От 2000 до 2012 г. е почетен гостуващ професор по инженерство на повърхности в Университета Халам в Шефилд, Великобритания.
От 2009 г. е и гостуващ професор в Линшьопингския университет  в Швеция, където е почетен с титлата доктор хонорис кауза.
През 2014 г. е избран за президент на Американското вакуумно общество за 2015 година.
Има над 250 научни публикации с над 10 000 цитата .

## Награди
- 2009 – R&D100 на САЩ [5]
- 2009 – Bunshah Award and Honorary Lecture от АВО [6]
- 2013 – Мемориалната награда на името на Джон А. Тортън (САЩ)[7][8]